# Embajada de España en Eslovaquia
La Embajada de España en Eslovaquia es la máxima representación legal del Reino de España en la República Eslovaca.

## Embajador
La actual embajadora es Lorea Arribalzaga Ceballos, quien fue nombrado por el gobierno de Pedro Sánchez el 4 de agosto de 2021.

## Misión diplomático
El Reino de España concentra su representación en el país en la embajada en la capital del país, Bratislava, establecida en 1997. Además España tiene un consulado honorario en Kosice. 

## Historia
Eslovaquia fue parte integrante de Checoslovaquia desde su independencia en 1918, tras la desintegración del Imperio Austro-húngaro, hasta 1939. España abrió una legación en Praga en 1919 dirigida por un ministro residente. Con la ocupación alemana de Checoslovaquia se creó en la parte oriental la República Eslovaca, estado títere de la Alemania nazi, mientras que en la parte occidental se creaba el Protectorado de Bohemia y Moravia. 
La legación española en Praga se mantuvo abierta hasta 1938 cuando, en plena guerra civil española, cesó el último embajador de la República española; por su parte, el gobierno de Franco estableció relaciones con la República Eslovaca a partir de 1940.
Acabada la Segunda Guerra Mundial, Checoslovaquia fue restablecida, pero las diferencias ideológicas entre el régimen de Franco y el gobierno comunista de Praga mantuvieron congeladas las relaciones diplomáticas. Finalmente, en 1977 España y Checoslovaquia reestablecieron las relaciones diplomáticas a nivel de embajadores. 
En 1990 Checoslovaquia se transformó en la República Federativa Checa y Eslovaca. Con la separación definitiva de este estado en 1993, España mantuvo las relaciones diplomáticas con los dos estados herederos: República Checa y Eslovaquia.